# قطعنامه ۱۴۰۶ شورای امنیت
قطعنامه ۱۴۰۶ شورای امنیت سازمان ملل متحد که در تاریخ ۳۰ آوریل ۲۰۰۲ تصویب شد، سندی بین‌المللی دربارهٔ بررسی وضعیت صحرای غربی است. این قطعنامه طی نشست ۴۵۲۳ام با ۱۵ رای موافق، ۰ مخالف و ۰ ممتنع تصویب شد.